# Stromatinia smilacinae
Stromatinia smilacinae är en svampart som först beskrevs av E.J. Durand, och fick sitt nu gällande namn av Whetzel. Stromatinia smilacinae ingår i släktet Stromatinia och familjen Sclerotiniaceae.   Inga underarter finns listade i Catalogue of Life.